# Syntrichia minor
Syntrichia minor là một loài Rêu trong họ Pottiaceae. Loài này được (Bizot) M. T. Gallego et al. mô tả khoa học đầu tiên năm 2000.